# ウィリアム・ブラウンカー
第2代ブラウンカー子爵ウィリアム・ブラウンカー（英: William Brouncker, 2nd Viscount Brouncker、1620年頃 - 1684年4月5日）はイングランド人数学者、医師。王立協会フェロー（FRS）。ブランカーとも。

## 生涯
1647年、オックスフォード大学でM.D.を取得。1660年からグレシャム大学の教授となった。王立協会創設に関わり、初代会長を務めた。キャサリン・オブ・ブラガンザに仕え、後に Saint Catherine's Hospital という病院の院長となった。

## 業績
放物線とサイクロイドの長さの計算、双曲線の求積などを主に行い、その中で必要に迫られ自然対数を無限級数で近似した。イングランドで初めて一般化された連分数に興味を持ち、ジョン・ウォリスの業績を踏まえて、円周率の一般化された連分数形式をもたらした。

### ブラウンカーの公式
ブラウンカーの公式は、一般化された連分数における{\displaystyle {\frac {\pi }{4}}}の展開を提供している。
{\displaystyle {\frac {\pi }{4}}={\cfrac {1}{1+{\cfrac {1^{2}}{2+{\cfrac {3^{2}}{2+{\cfrac {5^{2}}{2+{\cfrac {7^{2}}{2+{\cfrac {9^{2}}{2+\ddots }}}}}}}}}}}}}